# Trigona braueri
Trigona braueri är en biart som beskrevs av Heinrich Friese 1900. Trigona braueri ingår i släktet Trigona och familjen långtungebin. Inga underarter finns listade i Catalogue of Life.